# Gandhari
Gandhari is een koningin uit het Indiase epos de Mahabharata. Zij is de dochter van Subala, koning van Gandhara (het huidige Kandahar). Haar naam is hiervan afgeleid (spreek uit: Gándhari). Gandhari werd uitgehuwelijkt aan Dhritarashtra, de oudste prins van het koninkrijk Kuru (ten noorden van het huidige Delhi).
Haar echtgenoot Dhritarashtra was blind geboren en toen haar dat vlak voor hun huwelijk ter ore kwam, blinddoekte ze zichzelf. Ze bleef geblinddoekt zolang hun huwelijk duurde.
Dhritarashtra en Gandhari kregen honderd zonen en één dochter. De zoons staan gezamenlijk bekend als de Kaurava's. Hun dochter Dushala trouwde met Jayadratha. De twee bekendste zoons in het epos zijn Duryodhan en Dushasan. Alle zoons kwamen om bij de grote oorlog tegen hun vijf neven (de Pandava's).
Hierna trokken Dhritarashtra en Gandhari met hun schoonzuster Kunti de Himalaya in, waar zij omkwamen bij een bosbrand.